# Little Red Rooster
Little Red Rooster är en låt ursprungligen lanserad av Howlin' Wolf 1961 på Chess Records. Den skrevs av Willie Dixon och hette först The Red Rooster. Wolfs inspelning är rik på slidegitarr. 1963 spelades låten in av Sam Cooke och det var första gången den fick titeln Little Red Rooster. Cookes inspelning blev en hit i USA och nådde elfteplatsen på Billboard Hot 100-listan. Cookes version är mer soulinspirerad än bluesinspirerad. Efter Cookes framgång spelade The Rolling Stones in den 1964. De spelade in den i Chess Studios i Chicago, samma plats som Howlin' Wolf spelade in den på. Brian Jones spelar både låtens slidegitarr och munspelspartier. Låten släpptes som singel i Europa, men inte i USA där den kom med på albumet The Rolling Stones Now!. Låten blev singeletta i Storbritannien, och det är den enda rena blueskompositionen som toppat brittiska singellistan.
Låten finns med på några samlingsalbum med Rolling Stones till exempel den europeiska versionen av Big Hits (High Tide and Green Grass) (1966), Rolled Gold: The Very Best of the Rolling Stones (1975), Singles Collection: The London Years (1989), och Grrr! (2012). Liveversioner finns på albumen Love You Live (1977) och Flashpoint (1991).

## Listplaceringar, The Rolling Stones
| Lista (1964-1965) | Position             |
| ----------------- | -------------------- |
| Finland           | 12                   |
| Irland            | 4                    |
| Nederländerna     | 4                    |
| Norge             | 6 (VG-lista)         |
| Nya Zeeland       | 1 (Lever Hit Parade) |
| Storbritannien    | 1                    |
| Sverige           | 6 (Kvällstoppen)     |
| Sverige           | 5 (Tio i topp)       |
| Västtyskland      | 14                   |